# Zabukovje pri Raki
Zabukovje pri Raki je naselje v Občini Krško.